# Glyptocolastes caryae
Glyptocolastes caryae är en stekelart som först beskrevs av William Harris Ashmead 1896.  Glyptocolastes caryae ingår i släktet Glyptocolastes och familjen bracksteklar. Inga underarter finns listade i Catalogue of Life.